# EXIT TUNES
에그짓 튠즈는 DJ UTO 시절의 카토 카즈히로(加藤和宏)가 설립한 일본의 레코드 회사이다. 일본레코드협회 준회원이다. 이전 사명은 퀘이크 주식회사(クエイク株式会社, QUAKE INC.)이다.
후지 산케이 그룹에 속하는 회사인 포니캐년의 그룹 기업이며, ‘QW’라는 규격 품번(規格品番)도 포니캐년의 유통사 코드와 일치한다.
음악 유통 사이트에 따라 옛 회사명인 ‘퀘이크 홀딩스 주식회사 (クエイクホールディングス株式会社, QUAKE HOLDINGS INC.)’를 사용하는 경우도 있다.

## 개요
2001년 6월, 인터넷 전문 인쇄인으로서 회사 설립. 사장인 DJ UTO가 니혼테레비(日本テレビ)의 〈머니의 호랑이(マネーの虎)〉에서 조달한 자금을 토대로 2005년에 댄스 뮤직 레이블로서 시작하였다.
2006년부터 포니캐년의 판매를 위탁하여 메이저 유통사가 되었고, 2009년에는 포니캐년이 주식의 50%를 취득하여 자회사화, 포니캐년 그룹에 포함되었다. 때문에 현재는 ‘발행원: 퀘이크 주식회사, 판매원: 주식회사 포니캐년’이라는 표기와 함께 후지 산케이 그룹의 통일 심볼 마크인 ‘눈알 마크’가 있다.
트랜스를 시작으로 일본 국외 레이블의 악곡 라이선스 다수를 보유, 최근에는 〈SPEED 아니메 트랜스(SPEED・アニメトランス)〉 시리즈나 ‘하츠네 미쿠’를 적용한 악곡의 앨범에도 관여하고 있다. 2008년에 발매된 〈캐러멜 단센 -웃웃우마우마 (ﾟ∀ﾟ)-〉는 같은 해 일본 골드 디스크 대상(양악 싱글 부문)을 수상했다.
2008년 8월 27일에는 둘 넷 일곱 뮤직(に・よん・なな・みゅーじっく)이 운영해온 음악 배포 웹사이트 ‘mf247’의 사업 양도에 관한 우선 교섭권이 Yahoo! 옥션에서 낙찰되어 화제가 되었으나 교섭 기한인 같은 해 9월 10일까지 회사와의 교섭이 종결되지 않아 사업 양도는 불성립되었다.

## 레이블
- QUAKE RECORDS
- QUAKE RECORDS OTHER'S
- EXIT TUNES
- EXIT TUNES OTHER'S
- EXIT BEATS
- GENERATOR TUNES
- DECIBEL ENTERTAINMENT
- SUB LICENCE

## 소속 아티스트
- DJ UTO（加藤和宏) (대표이사)
- Ryu☆（나카하라 류타로）
- 모리나가 마유미
- Starving Trancer (세오 유스케)
- DJ YOSHINORI
- B.U.S
- 마쓰자와 미키
- N.O.-SYO
- MK
- MINT